# New Jersey Eagles
New Jersey Eagles is een voormalige Amerikaanse voetbalclub uit Paterson, New Jersey. De club werd opgericht in 1988 en opgeheven in 1990. De club speelde twee seizoenen in de American Soccer League en één seizoen in de American Professional Soccer League.